# Ursoaia (okręg Gorj)
Ursoaia – wieś w Rumunii, w okręgu Gorj, w gminie Negomir. W 2011 roku liczyła 784 mieszkańców.